# Ahmed Ajlani
Ahmed Ajlani (arabe : أحمد العجلاني), né le 30 novembre 1960, est un entraîneur de football tunisien.
En février 2024, il est nommé entraîneur de l'Étoile sportive du Sahel, à la suite de la démission d'Imed Ben Younes.

## Biographie
Il joue en Tunisie pour son club d'origine, l'Étoile sportive du Sahel. Il commence sa carrière d'entraîneur dans le même club en 1990, avant de passer par de nombreuses équipes en Arabie saoudite, aux Émirats arabes unis, au Qatar et au Maroc. Il revient ensuite dans son club d'origine en février 2024.

## Palmarès
- Coupe du Maroc (1) : 2015